# 烏克蘭最高法院
乌克兰最高法院（羅馬化：Verkhovnyi Sud Ukrainy）是烏克蘭普通管辖法院体系中最高司法机构。